# Абриаки
Абриаки (исп. Abriaquí) — город и муниципалитет на западе Колумбии, на территории департамента Антьокия. Входит в состав субрегиона Западная Антьокия.

## История
До прихода испанцев территорию муниципалитета населяли представители индейского племени es:Catíos.
Поселение, из которого позднее вырос город, было основано 7 февраля 1821 года. Муниципалитет Абрьяки был выделен в отдельную административную единицу в 1912 году.

## Географическое положение

Муниципалитет Абрьяки

Город расположен в западной части департамента, в гористой местности Западной Кордильеры, на расстоянии приблизительно 65 километров к северо-западу от Медельина, административного центра департамента. Абсолютная высота — 1886 метров над уровнем моря.

Муниципалитет Абрьяки граничит на северо-востоке с муниципалитетом Каньясгордас, на востоке — с муниципалитетами Хиральдо и Санта-Фе-де-Антьокия, на юге — с муниципалитетами Кайседо и Уррао, на западе и северо-западе — с муниципалитетом Фронтино. Площадь муниципалитета составляет 290 км². К западу от Абрьяки расположен национальный парк Лас Оркидеас (Parque nacional natural Las Orquídeas).

## Население
По данным Национального административного департамента статистики Колумбии, совокупная численность населения города и муниципалитета в 2012 году составляла 2290 человек.
Динамика численности населения муниципалитета по годам:
| 2005 | 2006 | 2007 | 2008 | 2009 | 2010 | 2011 | 2012 |
| ---- | ---- | ---- | ---- | ---- | ---- | ---- | ---- |
| 2690 | 2636 | 2570 | 2504 | 2458 | 2397 | 2336 | 2290 |

Согласно данным переписи 2005 года мужчины составляли 51,7 % от населения Абрьяки, женщины — соответственно 48,3 %. В расовом отношении белые и метисы составляли 99,8 % от населения города; негры, мулаты и райсальцы — 0,2 %.
Уровень грамотности среди всего населения составлял 89,1 %.

## Экономика
Основу экономики Абрьяки составляют сельскохозяйственное производство и заготовка древесины.

63,1 % от общего числа городских и муниципальных предприятий составляют предприятия торговой сферы, 15,4 % — предприятия сферы обслуживания, 18,5 % — промышленные предприятия, 3 % — предприятия иных отраслей экономики.